# Thelypteris kunthii
Thelypteris kunthii là một loài thực vật có mạch trong họ Thelypteridaceae. Loài này được (Desv.) C.V. Morton miêu tả khoa học đầu tiên năm 1967.